# Sammenligning af videoredigeringssoftware
Nedenstående oversigt er en løbende opdateret sammenligning af funktioner i software til videoredigering. Udvalget af såvel applikationer som funktioner kan selvsagt udbygges. Som udgangspunkt er kun medtaget såkaldt freeware / donationware applikationer, som tilbyder fuld funktionalitet uden betaling.
Det bør fremgå klart (i form af en reference/fodnote), hvis der tilføjes en henvisning til betalingssoftware eller software med begrænset funktionalitet uden betaling (trialware).
Det bør ligeledes fremgå, hvis der henvises til software, som er kendt/berygtet for at inkludere reklamesoftware (såkaldt adware eller malware).
| Applikation                                           | Storyboard Visuel red. | Grafiske effekter | Billed-filtre | Pass- through | Samle Splitte | Lyd- spor | Under-tekster                     | Kapitler     | Meta- data | Output container-formater              | Output video-formater                                                                   | DVD Blu-ray  |
| ----------------------------------------------------- | ---------------------- | ----------------- | ------------- | ------------- | ------------- | --------- | --------------------------------- | ------------ | ---------- | -------------------------------------- | --------------------------------------------------------------------------------------- | ------------ |
| Handbrake                                             | Nej                    | Nej               | Ja            | Nej           | Nej           | ?         | Multi-track Softcoding Hardcoding | Kun bevaring | Nej        | MP4, MKV                               | H.264, MPEG4, MPEG2, H.265                                                              | Input        |
| XMedia Recode                                         | Begrænset              | Nej               | Ja            | Ja            | Splitte       | ?         | Multi-track Softcoding Hardcoding | Redigering   | Ja         | Alle, bortset fra H.265 (HEVC)         | DV, FFV1, Ut, MPEG1, H.264, MPEG2, VP8/9, MPEG4, WMV, Theora, XviD, QSV, MJPEG, huffYUV | Input        |
| Windows Movie Maker                                   | Ja                     | Ja                | Nej           | Ja            | Ja            | ?         | Nej                               | Nej          | Nej        | WMV, ASF, MP4, AVI                     | WMV, MPEG4                                                                              | Nej          |
| SUPER                                                 | Begrænset              | Nej               | Ja            | Ja            | ?             | ?         | ?                                 | ?            | ?          | ?                                      | ?                                                                                       | ?            |
| Freemake                                              | Ja                     | Nej               | Nej           | Nej           | Samle         | ?         | Hardcoding                        | Nej          | Nej        | AVI, WMV, MP4, MPG, MKV, FLV, SWF, 3GP | MPEG4, MPEG2, WMV, H.264, XviD, Theora, VP8                                             | Input Output |
| MediaCoder                                            | ?                      | ?                 | ?             | ?             | ?             | ?         | ?                                 | ?            | ?          | ?                                      | ?                                                                                       | ?            |
| VLC                                                   | Nej                    | Nej               | Nej           | Ja            | Nej           | ?         | ?                                 | ?            | ?          | ?                                      | ?                                                                                       | Input        |
| MKVToolNix                                            | Nej                    | Nej               | Nej           | Ja            | Splitte       | ?         | Multi-track Softcoding            | Redigering   | Ja         | MKV                                    | Original                                                                                | Nej          |
| TX264 Arkiveret 15. november 2015 hos Wayback Machine | Nej                    | Nej               | Nej           | Nej           | Nej           | ?         | Nej                               | Nej          | Nej        | MKV, MP4                               | H.264                                                                                   | Nej          |
| WinFF                                                 | Nej                    | Nej               | Nej           | ?             | ?             | ?         | ?                                 | ?            | ?          | ?                                      | ?                                                                                       | ?            |
| StaxRip                                               | Nej                    | Nej               | Nej           | ?             | ?             | ?         | ?                                 | ?            | ?          | AVI, MP4, MKV, WebM                    | XviD, H.264, H.265, VP9                                                                 | ?            |
| FFmpeg                                                | Nej                    | Nej               | Ja            | Ja            | Ja            | ?         | ?                                 | ?            | ?          | ?                                      | ?                                                                                       | Nej          |
| Hybrid                                                | Nej                    | Nej               | Ja            | Ja            | Nej           | ?         | Multi-track Softcoding Redigering | Redigering   | MKV tags   | MP4, MKV, MOV, WebM, AVI, M2TS, RAW    | H.264, H.265, VP8/9, FFV1, ProRes, QSV, Kvazaar, Ut, DivX, XviD                         | Nej          |
| tsMuxeR                                               | Nej                    | ?                 | ?             | ?             | ?             | ?         | ?                                 | ?            | ?          | MPG, MKV, MP4, MOV, TS, M2TS           | H.264, VC-1, MPEG2                                                                      | Nej          |